# Windsor Croatia
Windsor Croatia je hrvatski nogometni klub iz Kanade osnovan 18. lipnja 1962. godine. Član je Hrvatskog nacionalnog nogometnog saveza Kanade i SAD. 
Klub je bio domaćin Hrvatskog nacionalnog nogometnog turnira SAD-a i Kanade 1974., 1989. i 2007. te pobjednik turnira 1981. godine. Tri puta su osvajali Ontario Cup.

## Vanjske poveznice
- Službena stranica

| Hrvatski nacionalni nogometni savez Kanade i SAD-a | Hrvatski nacionalni nogometni savez Kanade i SAD-a | Hrvatski nacionalni nogometni savez Kanade i SAD-a |
| -------------------------------------------------- | --- | -------------------------------------------------- |
|                                                    | |                                                    |
| Kanada                                             | Hamilton Croatia • Kitchener Hrvat • London Croatia • Mississauga Croatia • Norval Croatia • Hrvat Oakville • Livno Oakville • Jadran Ottawa • Sault St. Marie Croatia • Hrvat St. Catharines • Streetsville Dalmacija • Sudbury Adria • Toronto Zagreb • Windsor Croatia |                                                    |
|                                                    | |                                                    |
| SAD                                                | Hrvat Chicago • RWB Adria • Zrinski Chicago • Croatia Cleveland • Connecticut Croatia • Croatian Eagles • New York Croatia • New York Polet |                                                    |
|                                                    | |                                                    |
| Hrvatsko-sjevernoamerički nogometni turnir         | |                                                    |

| Hrvatski nacionalni nogometni savez Kanade i SAD-a | Hrvatski nacionalni nogometni savez Kanade i SAD-a | Hrvatski nacionalni nogometni savez Kanade i SAD-a |
| -------------------------------------------------- | --- | -------------------------------------------------- |
|                                                    | |                                                    |
| Kanada                                             | Hamilton Croatia • Kitchener Hrvat • London Croatia • Mississauga Croatia • Norval Croatia • Hrvat Oakville • Livno Oakville • Jadran Ottawa • Sault St. Marie Croatia • Hrvat St. Catharines • Streetsville Dalmacija • Sudbury Adria • Toronto Zagreb • Windsor Croatia |                                                    |
|                                                    | |                                                    |
| SAD                                                | Hrvat Chicago • RWB Adria • Zrinski Chicago • Croatia Cleveland • Connecticut Croatia • Croatian Eagles • New York Croatia • New York Polet |                                                    |
|                                                    | |                                                    |
| Hrvatsko-sjevernoamerički nogometni turnir         | |                                                    |